# Лепа Брена: Године Слатког греха
Лепа Брена: Године Слатког греха је српски документарни филм из 2018. године о певачици Лепој Брени. Документује догађаје од почетка Бренине каријере 1982. до распада Југославије 1991. године.

## Улоге
- Лепа Брена, певачица
- Слободан Живојиновић, супруг
- Стефан Живојиновић, син
- Филип Живојиновић, син
- Виктор Живојиновић, син
- Љубиша Марковић Френки, музичар (члан Слатког греха)
- Живојин Матић Жиле, музичар (члан Слатког греха)
- Бранислав Мијатовић Мија, музичар (члан Слатког греха)
- Саша Поповић, музичар (члан Слатког греха)
- Зоран Раданов Зоки, музичар (члан Слатког греха)
- Марина Туцаковић, текстописац
- Драган Бјелогрлић, глумац
- Мирјана Бобић Мојсиловић, књижевница и глумица
- Цеца, певачица
- Тереза Кесовија, певачица
- Владо Калембер, певач
- Ален Исламовић, певач
- Милутин Поповић Захар, композитор
- Станко Црнобрња, редитељ
- Емир Хаџихафизбеговић, глумац
- Марко Јанковић, водитељ
- Ивана Жигон, глумица
- Ева Рас, глумица
- Даница Максимовић, глумица
- Мима Караџић, српски глумац